# アンテ・ジジッチ
アンテ・トニ・ジジッチ  (Ante Toni Žižić ,  1997年1月4日- )  は、クロアチア・スプリト＝ダルマチア郡スプリト出身のバスケットボール選手。ポジションはセンター。

## 来歴

### ヨーロッパ時代
2012年に国内リーグのKKスプリトでプロデビュー。2014年にKKツィボナに移籍し、ABAリーグにも参戦。同リーグで平均7.4得点 0.3アシスト 0.3 スティール0.9ブロックショットを記録。2015-16シーズンは平均12.7得点 7.2リバウンド 1.2 ブロックショットを記録。ユーロカップでも活躍し、ベスト5にも選出された。その後2016年12月にトルコのダルサファカSKと契約。ユーロリーグにも出場した。

### NBA(2017-2020)
ジジッチは2016年のNBAドラフトにエントリーし、23位でボストン・セルティックスから指名され、2017年7月1日に正式にセルティックスと契約したが、8月21日にカイリー・アービング絡みの大型トレードで、クリーブランド・キャバリアーズでNBAデビューを目指すことになった。

### ヨーロッパ復帰(2020-)

#### アナドル・エフェスSK(2022-2023)
2022年6月22日、ユーロリーグとBSLに所属するアナドル・エフェスSKと2年契約（プラスオプション契約1年）を結んだ。

#### ベジクタシュ(2025-)
2025年7月10日、ユーロカップとBSLに所属するベジクタシュへの加入が発表された。契約期間は1年。

## クロアチア代表
2013年からユース世代のクロアチア代表に招集され、2014年のFIBAU-18 ヨーロッパ選手権で銅メダル、 2015年のU-19ワールドカップでは銀メダルを獲得した。